# Super Cobra
Super Cobra (スーパーコブラ?, Sūpā Kobura) è un videogioco arcade di tipo sparatutto a scorrimento orizzontale, pubblicato da Konami nel 1981. Si tratta del sequel di Scramble, che era uscito nei primi mesi dello stesso anno.
Super Cobra venne convertito per numerose piattaforme casalinghe nel triennio 1982-1984; le versioni per i sistemi occidentali sono della Parker Brothers.

## Modalità di gioco
Rispetto a Scramble, questa volta il giocatore non controlla un caccia spaziale, bensì un elicottero Bell AH-1 SuperCobra. Altre differenze notevoli riguardano il numero di livelli (non più 6, ma 11), le tipologie di nemici (ne sono state introdotte di nuove, che si affiancano così a quelle già presenti nel predecessore), la possibilità di eliminare le comete (indistruttibili invece in Scramble), e la missione finale (che qui consiste nel recuperare un tesoro). Non vi sono invece specifiche differenze tra l'elicottero e il velivolo di Scramble: l'armamento è lo stesso (laser e bombe), così come i comandi. Sono presenti anche qui le taniche di carburante, da colpire per evitare che l'elicottero precipiti.
Le vite a disposizione sono inizialmente 3, aumentabili al raggiungimento di determinati punteggi. Si perde una vita esaurendo il carburante, o andando in collisione coi nemici, oppure facendosi colpire dai proiettili dei carri armati (una delle nuove tipologie di nemici), o ancora cozzando contro rocce e barriere. Ogni livello presenta uno o due check-point.

## Accoglienza
La versione arcade del gioco fu un successo e solo negli Stati Uniti vendette 12.337 unità in quattro mesi, risultato notevole per l'epoca, appena inferiore a quello di Scramble. Il periodico Arcade Express assegnò a Super Cobra un punteggio pari a 9/10.